# Иерархические награды Русской православной церкви
Иерархические награды Русской православной церкви предназначены для поощрения архиереев и клириков РПЦ, за достойное прохождение ими церковного служения.

## История наград
Награды, предназначенные только для священнослужителей. Формирование церковных наград проходило в течение XVIII — начала XX века.

А дабы священники могли за отличные заслуги удостоиться и особливых почестей, определяем в пользу белого священства: во-первых, получение креста для ношения на цепи на шее; во-вторых, употребление фиолетовой бархатной камилавки или скуфьи; и, наконец, третие, для знатнейших из них митры, каковую употребляют архимандриты, с тем, однако ж, что сии отличные почести не инако, как по воле или утверждению нашему даваемы или дозволяемы будут
— Именной указ Павла I Святейшему синоду от 18 декабря 1797 года
Двойной орарь впервые был пожалован в 1908 году отцу Константину Розову.
Фиолетовая камилавка для диаконов впервые была пожалована при патриархе Тихоне.
Набедренник для иереев ввёл в качестве награды архиепископ Московский Платон в середине XVIII века.
Скуфья — фиолетовая шапочка, которая надевается как на богослужения, так и вне его. В настоящее время не вручается.
Камилавка до революции 1917 года жаловалась Синодом, а после — епархиальным архиереем.
Наперсный крест выдавался не всем священникам, а только для настоятелей кафедральных соборов за особые заслуги. Более значимой наградой был наперсный крест с украшениями и непременно увенчанный короной, который выдавался Кабинетом Его Императорского Величества; его, в частности, имел святой праведный Иоанн Кронштадтский.
Крайне редкой была награда митрой. Её выдавал Кабинет Его Императорского Величества. После 1917 года награждение митрой стало более частым явлением.
Архимандритам после 1917 года начали выдавать второй наперсный крест. В середине XX века появился золотой патриарший наперсный крест. Он в полтора раза меньше обычных и отличался по форме. Лучи его (нижний был длиннее остальных) чуть расширялись к концам; от центра креста и примерно до середины также исходили лучи. Одним их первых, 21 мая 1947 года, этот крест получил протоиерей Александр Смирнов, настоятель Николо-Кузнецкого храма в Москве.
Бриллиантовый крест для митрополитов, укрепляемый в навершии митры, подносился митрополитам императором. Проходило несколько лет после возведения в сан, прежде чем митрополиты получали такой крест. Например, митрополит Московский Владимир получил такой крест через два года после назначения на кафедру за организацию визита императора в Москву в 1900 году. После введения патриаршества этот крест стал принадлежностью митрополитов вообще. С 1988 года его предписали носить всем архиереям.
Бриллиантовый крест на клобук в настоящее время носят все архиепископы и митрополиты, но так было не всегда. До 1917 года это была отдельная награда, жалуемая императором и выдаваемая Кабинетом Его Императорского Величества. Например, архиепископ Финляндский Сергий получил эту награду через восемь лет после начала своего служения в сане архиепископа. В целом эту награду приходилось ждать пять—десять лет. В наше время крест жалуется одновременно с саном архиепископа.
Право ношения двух панагий было всегда закреплено исключительно за главами поместных православных церквей. В Русской православной церкви, помимо её главы — патриарха Московского и всея Руси, этим правом обладает глава Украинской православной церкви — митрополит Киевский и всея Украины. Однако в XX веке это право стало дароваться патриархами Московскими, как награда. Так, второй панагией за особые заслуги, среди прочих, были награждены: митрополиты Крутицкие Николай, Пимен и Ювеналий, митрополиты Ленинградские Алексий, Никодим и Антоний, митрополит Орловский Палладий, митрополит Минский Филарет, митрополит Таллинский Алексий и др. Примерно с 1980-х годов награждения прекратились и с тех пор больше не проводились, хотя в новом положении о наградах РПЦ от 2017 года, было указано, что «правом ношения второй панагии в пределах своего канонического удела может быть за особые заслуги удостоен митрополит». В Украинской православной церкви эта награда продолжает вручаться.
Примерно в середине 1980-х годов появилась ещё одна разновидность наград — именная панагия. Ею удостаивали епархиальных архиереев. Она заменила существовавшую до революции панагию с драгоценными украшениями, которую жаловал император.
Право преднесения креста за богослужением была чрезвычайно редкой наградой. До 1917 года этим правом жаловал император. В 1971 году этого права был удостоен митрополит Никодим. Право преднесения креста имеет также митрополит Крутицкий и Коломенский Ювеналий (Поярков), митрополит Филарет (Вахромеев) и, согласно Уставу Русской православной церкви, митрополит Киевский и всея Украины Онуфрий (Березовский).

## Современные иерархические награды
Ныне действующая система иерархических наград установлена в 2004 году, реформирована в 2011 и в 2017 году.

### Виды иерархических наград
- повышение в сане.
- элементы литургического облачения, несущие духовное значение.
- богослужебные отличия (служение Божественной литургии с отверстыми царскими вратами до Херувимской песни или до «Отче наш»).

Награды вручаются в строгой последовательности.

### Награды для епископата

#### Возведение в сан
- Сан архиепископа.

Определяется местом служения, архиепископ — епархиальный архиерей города и области, не входящих в митрополию. Этого сана могут быть удостоены также архиереи, несущие особо ответственные общецерковные послушания.
- Сан митрополита.

Определяется местом служения, митрополит — епархиальный архиерей главного города митрополии и митрополит области. Этого сана могут быть удостоены также архиереи, несущие особо ответственные общецерковные послушания.

#### Право ношения второйпанагии
Согласно последнему «Положению о наградах», принятому в 2017 году, право ношения второй панагии принадлежит Патриарху Московскому и всея Руси и митрополиту Киевскому и всея Украины. Также право ношения второй панагии принадлежит в пределах их канонических территорий главам Японской Автономной Церкви, Самоуправляемых Православной Церкви в Молдове, Латвийской Православной Церкви, Эстонской Православной Церкви, Белорусского Экзархата, Митрополичьего округа в Республике Казахстан, Среднеазиатского митрополичьего округа, а также председателю Архиерейского Синода Русской Зарубежной Церкви.
В качестве награды правом ношения второй панагии может быть удостоен любой архиерей в сане митрополита за особые заслуги.

#### Правопреднесения крестаза богослужениями
Правом преднесения креста за богослужениями обладают патриарх Московский и всея Руси и митрополит Киевский и всея Украины (в пределах Украины).
Правом преднесения креста могут быть награждены митрополиты, имеющие право ношения второй панагии, в пределах их канонических территорий.

### Награды для священников
- Набедренник. Награждение производится указом епархиального архиерея не ранее чем через три года после хиротонии награждаемого (пять лет для иеромонахов и священноиноков). Навешивается через левое плечо и спускается с правого бока ниже пояса на бедро.
- Камилавка фиолетового цвета. Награждение производится указом епархиального архиерея не ранее чем через три года после награждения набедренником (иеромонахи и священноиноки не награждаются). Носится во время богослужения и во время официальных и торжественных мероприятий.
- Наперсный крест. Награждение производится указом епархиального архиерея не ранее чем через четыре года после награждения камилавкой (для иеромонахов и священноиноков — не ранее чем через пять лет после награждения правом ношения набедренника). Надевается во время богослужения поверх облачения, в повседневной обстановке — поверх рясы.
- Палица. Награждение производится указом Святейшего Патриарха Московского и всея Руси не ранее чем через пять лет после возложения наперсного креста, но не менее чем через пятнадцать лет служения в сане пресвитера).

Правила ношения: навешивается под фелонь через плечо, причём палица носится справа, а набедренник — слева.
- Крест с украшениями. Награждение производится указом Святейшего Патриарха Московского и всея Руси не ранее чем через пять лет после награждения палицей. Продолжительность служения в сане пресвитера должна составлять не менее двадцати лет.

Правила ношения: надевается за богослужением поверх облачения, в повседневной обстановке — поверх рясы.
- Сан протоиерея. Награждение производится указом Святейшего Патриарха не ранее чем через пять лет после награждения правом ношения наперсного креста с украшениями. Продолжительность служения в сане пресвитера должна составлять не менее двадцати пяти лет (иеромонахи и священноиноки не награждаются).
- Служение Божественной литургии с отверстыми Царскими вратами до Херувимской песни. Награждение производится указом Святейшего Патриарха не ранее чем через пять лет после возведения в сан протоиерея (не ранее чем через десять лет после награждения правом ношения наперсного креста с украшениями для иеромонахов и священноиноков).
- Служение Божественной литургии с отверстыми Царскими вратами до «Отче наш». Награждение производится указом Святейшего Патриарха не ранее чем через пять лет после награждения правом служения Божественной литургии с отверстыми царскими вратами по «Иже Херувимы…»

Примечание: по Указу Святейшего Патриарха, в храме может быть благословлено совершение Божественной литургии с отверстыми царскими вратами по «Отче наш…». В кафедральных соборах всех епархий благословляется совершение Божественной литургии с отверстыми царскими вратами по «Отче наш…».
- Митра (для протоиереев), сан архимандрита (для монашествующих). Награждение производится указом Святейшего Патриарха за особые заслуги, но не ранее чем через пять лет после награждения правом служения Божественной литургии с отверстыми царскими вратами по «Отче наш…». Продолжительность служения в сане пресвитера должна составлять не менее сорока лет. Срок может быть сокращён в связи с назначением настоятелем кафедрального собора или наместником монастыря, священноархимандритом которого является епархиальный архиерей.

Правила ношения: во время богослужения (снимается в случаях, предусмотренных богослужебным уставом).
Примечание: При возведении в сан архимандрита одновременно возлагается митра.
- Право ношения второго наперсного креста с украшениями. Награждение производится указом Святейшего Патриарха не ранее чем через десять лет после награждения правом ношения митры. Продолжительность служения в сане пресвитера должна составлять не менее пятидесяти лет.
- Патриарший наперсный крест. Награждение производится в исключительных случаях во внимание к усердным трудам на благо Святой Церкви по инициативе и решению Святейшего Патриарха, независимо от продолжительности служения и предшествующих наград.

Правила ношения: клирик, удостоенный права ношения Патриаршего наперсного креста, может носить его вместе с крестом с украшениями. Клирики, награждённые правом ношения Патриаршего наперсного креста и рукоположённые в сан епископа, могут носить данный крест во время богослужений вместо креста с украшениями.
- Сан протопресвитера. Награждение производится в исключительных случаях, во внимание к усердным трудам на благо Святой Церкви, по инициативе и решению Святейшего Патриарха Московского и всея Руси, независимо от продолжительности служения и предшествующих наград.
- Георгиевское облачение. Награждение производиться в исключительных случаях, для священников окормляющих воинов. Награда была восстановлена в 2015 году. Первым награждённым ( после 1917 года ) стал протоиерей Олег Тэор

### Награды для диаконов
- Двойной орарь. Награждение производится указом епархиального архиерея не ранее чем через пять лет после хиротонии награждаемого.

Правила ношения: на левом плече, поверх стихаря; передний конец ораря спускается с левого плеча под правую руку, затем орарём опоясывается спина, а затем он спускается вниз через левое плечо.
- Камилавка фиолетового цвета. Награждение производится указом Святейшего Патриарха не ранее чем через десять лет после награждения правом ношения двойного ораря (иеродиаконы не награждаются). Продолжительность служения в священном сане должна составлять не менее пятнадцати лет. Исключением могут быть случаи особого ходатайства епархиального архиерея перед Святейшим Патриархом о награждении старших диаконов кафедральных соборов и особо значимых обителей.

Правила ношения: Камилавка должна быть фиолетового цвета. Надевается во время богослужения (снимается в случаях, предусмотренных богослужебным уставом), а также во время официальных и торжественных мероприятий. Протодиакон, награждённый правом ношения камилавки, может носить скуфью фиолетового цвета (право ношения чёрной скуфьи принадлежит каждому клирику со дня его хиротонии).
Примечание: Право ношения чёрной камилавки во время богослужения принадлежит каждому иеродиакону со дня его хиротонии.
- Сан протодиакона. Награждение производится указом Святейшего Патриарха не ранее чем через пять лет после награждения правом ношения камилавки. Продолжительность служения в священном сане должна составлять не менее двадцати лет (монашествующие клирики не награждаются). Исключением могут быть случаи особого ходатайства епархиального архиерея перед Святейшим Патриархом о награждении старших диаконов кафедральных соборов и особо значимых обителей.
- Сан архидиакона. Награждение производится по инициативе Святейшего Патриарха независимо от продолжительности служения и предшествующих наград. Данной награды могут быть удостоены старшие протодиаконы Патриарших кафедральных соборов, старшие иеродиаконы в Лаврах, а также в особо значимых мужских ставропигиальных монастырях.

### Награды настоятельниц и насельниц женских монастырей
- Монахини, назначенные Священным Синодом настоятельницами монастырей, возводятся в сан игумении со вручением посоха и возложением наперсного креста золотого цвета. В случае оставления ими должности они сохраняют сан игумении и право ношения наперсного креста золотого цвета, но лишаются права использования посоха.
- Во внимание к продолжительным трудам на благо Святой Церкви в должности настоятельницы, указом Святейшего Патриарха игуменья монастыря может быть удостоена права ношения наперсного креста с украшениями, которое сохраняется пожизненно.
- За особые заслуги в трудах на благо Святой Церкви указом Святейшего Патриарха монахиня какого-либо монастыря, а также настоятельница архиерейского подворья может быть удостоена права ношения наперсного креста золотого цвета, которое сохраняется пожизненно.
- В исключительных случаях, по инициативе и указом Святейшего Патриарха, независимо от выслуги лет и предшествующих наград, игумении могут быть удостоены права ношения Патриаршего наперсного креста. При этом Патриарший наперсный крест носится в качестве второго креста.

### Об игуменском звании
Чин поставления в игумена, предусмотренный в архиерейском чиновнике, совершается над лицами, назначенными Священным Синодом настоятелями или наместниками монастырей, даже в тех случаях, когда таковыми являются архиереи или архимандриты. При этом игумену вручается посох. Игумен занимает первое место среди пресвитеров при совершении богослужений во вверенной ему обители в период его настоятельства. В случае оставления должности звание игумена сохраняется в память о понесённых трудах.

### Правила использования жезла и посоха
- Жезл служит знаком власти над подчинёнными и законного управления ими. Разновидностью жезла, используемого вне богослужения, является посох. Только Святейший Патриарх использует жезл без сулка за богослужением и входит с ним в алтарь через царские врата. То же право имеет Блаженнейший митрополит Киевский и всея Украины в пределах Украинской Православной Церкви.
- При посещении Святейшим Патриархом епархий Русской Православной Церкви епархиальный архиерей данной епархии имеет право использовать жезл и посох в присутствии Святейшего Патриарха. Во всех других случаях архиереи Русской Православной Церкви не используют жезл и посох в присутствии Святейшего Патриарха.
- При соборном архиерейском служении вне Патриаршей епархии или ставропигиальной обители жезл используют первенствующий иерарх и епархиальный архиерей. Вне богослужения каждый архиерей может использовать посох.
- Викарные архиереи не используют жезл при сослужении епархиальному архиерею и посох в его присутствии.
- Настоятели (наместники) и настоятельницы монастырей имеют право использовать деревянный игуменский посох без креста и украшений по должности, в пределах своей обители. В случае оставления должности настоятель (наместник) или настоятельница не имеет права использовать игуменский посох.
- Во время архиерейского богослужения сослужащие настоятели (наместники) не имеют права использовать игуменский посох. В присутствии молящегося в храме, но не совершающего богослужение Патриарха, а также епархиального архиерея данной обители, настоятель (наместник) не имеет права использовать игуменский посох при совершении богослужения. В присутствии молящегося в храме, но не совершающего богослужение иного архиерея настоятель (наместник) может использовать игуменский посох при совершении богослужения. В присутствии архиерея вне богослужения настоятели (наместники) и настоятельницы монастырей не имеют права использовать посох.

### Право награждения
Награждение архиереев производится по инициативе и решению Святейшего Патриарха Московского и всея Руси (в пределах УПЦ — блаженнейшего митрополита Киевского и Всея Украины).
Решение о награждении набедренником, камилавкой и наперсным крестом находится в компетенции епархиальных архиереев.
По всем остальным наградам епархиальные архиереи подают ходатайства о награждении достойных клириков и настоятельниц женских монастырей Святейшему Патриарху (в пределах УПЦ — блаженнейшему митрополиту Киевскому и Всея Украины).